# Besleria ventricosa
Besleria ventricosa är en tvåhjärtbladig växtart som beskrevs av Conrad Vernon Morton. Besleria ventricosa ingår i släktet Besleria och familjen Gesneriaceae. Inga underarter finns listade i Catalogue of Life.